# 茹魯阿 (亞馬遜州)
03°28′51″S 66°04′08″W / 3.48083°S 66.06889°W

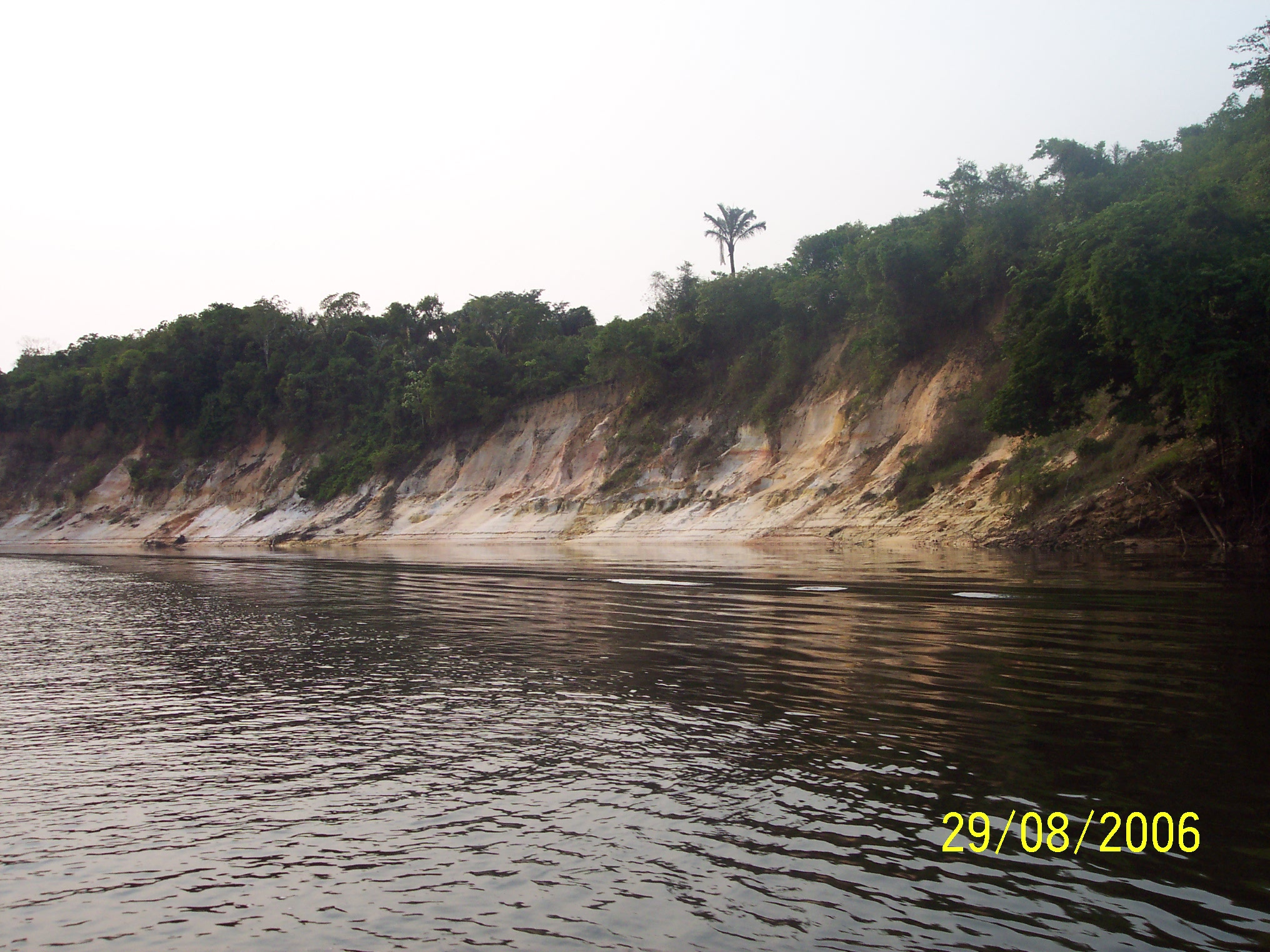
茹魯阿

茹魯阿（葡萄牙語：Juruá）是巴西的城鎮，位於該國北部，由亞馬遜州負責管轄，始建於1955年12月19日，面積19,400平方公里，海拔高度55米，2014年人口12,807，人口密度每平方公里0.66人。